# Henry Johansson
Henry Johan Johansson (Södertälje, 1897. szeptember 23. – Södertälje, 1979. május 28.) olimpiai és világbajnoki ezüstérmes, Európa-bajnok, országos bajnok svéd jégkorongozó.
Az 1928. évi téli olimpiai játékokon játszott a jégkorongtornán és ezüstérmes lett a svéd csapattal. A B csoportba kerültek, ahol először a csehszlovákokat verték 3–0-ra, majd a lengyelekkel játszottak 2–2-es döntetlent. A csoportból első helyen tovább jutottak a négyesdöntőbe. Itt az első mérkőzésen 11–0-as vereséget szenvedtek a kanadaiaktól, Svájcot megverték 4–0-ra, végül a briteket 3–0-re. Az olimpia egyszerre volt világ- és Európa-bajnokság is. Így világbajnoki ezüstérmes és Európa-bajnok lett.
Klubcsapata a Södertälje SK volt. 1925-ben és 1931-ben svéd bajnok lett.